# Xarxa viària per a vianants de Tiana
La xarxa viària per a vianants és una obra de Tiana (Maresme) inclosa a l'Inventari del Patrimoni Arquitectònic de Catalunya.

## Descripció

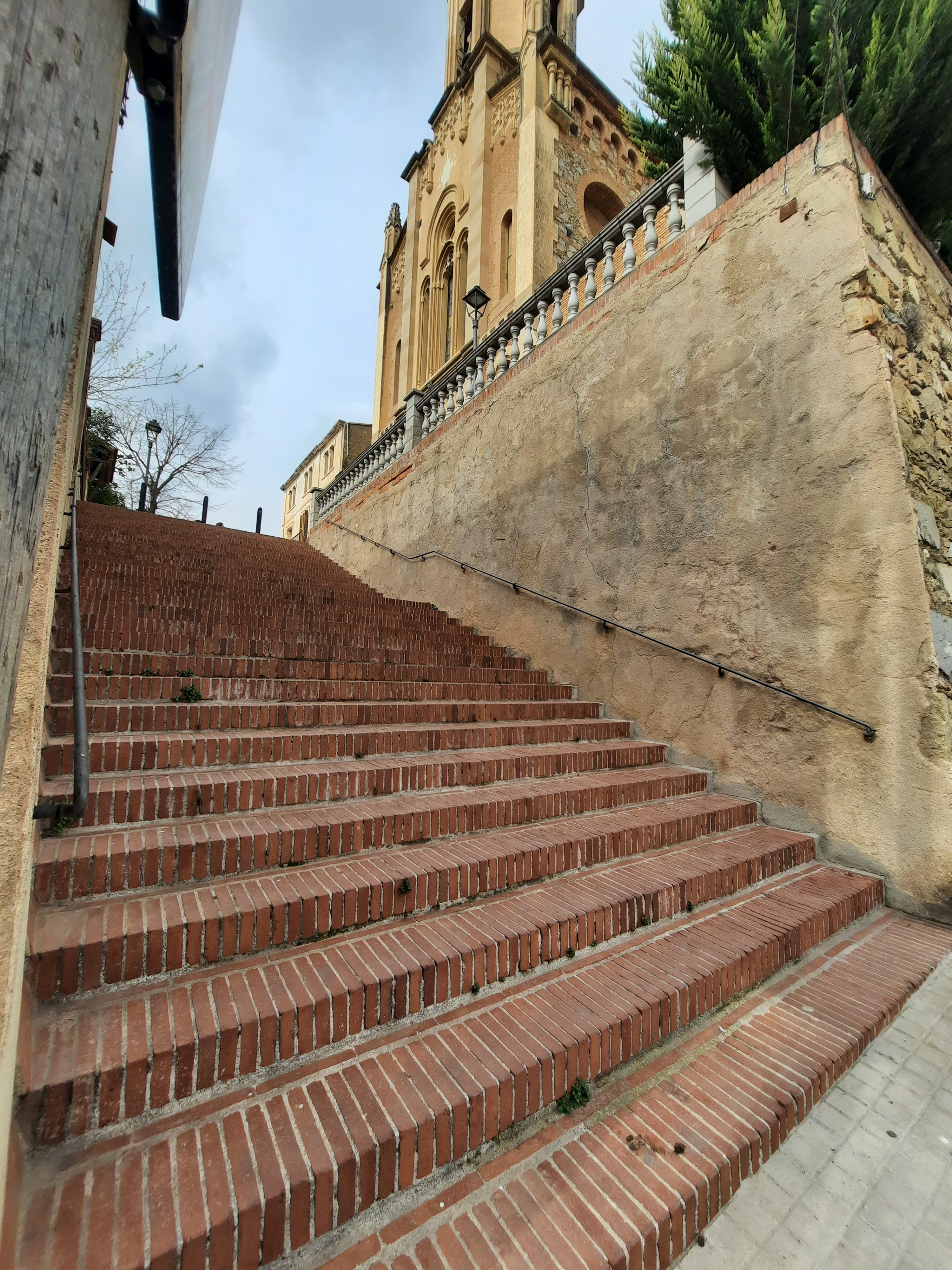
Escales que connecten el carrer de Sant Cebrià amb la plaça de l'Església

El traçat del nucli més antic de Tiana es desenvolupa al voltant de l'església que es troba en una posició elevada; d'aquí que hi hagi una xarxa viària per a vianants que s'adapta al desnivell del terreny per mitjà d'escales i rampes. Aquests tipus d'accessos també proliferen en zones properes a la Riera degut al desnivell que hi ha entre aquesta i el nucli urbà. Algunes escales són de pedra, encara que moltes utilitzen el maó com a material constructiu.

## Història
Alguns dels carrers més representatius d'aquesta xarxa viària són: Escales del carrer de Lola Anglada, Baixada de les Escales, Escales del Camí de Montalegre cantonada amb el carrer Sant Bru i el Carrer de Sant Francesc.